# Петропавлівська церква (Мойсівка)
50°06′16″ пн. ш. 32°09′31″ сх. д. / 50.104533° пн. ш. 32.158737° сх. д.

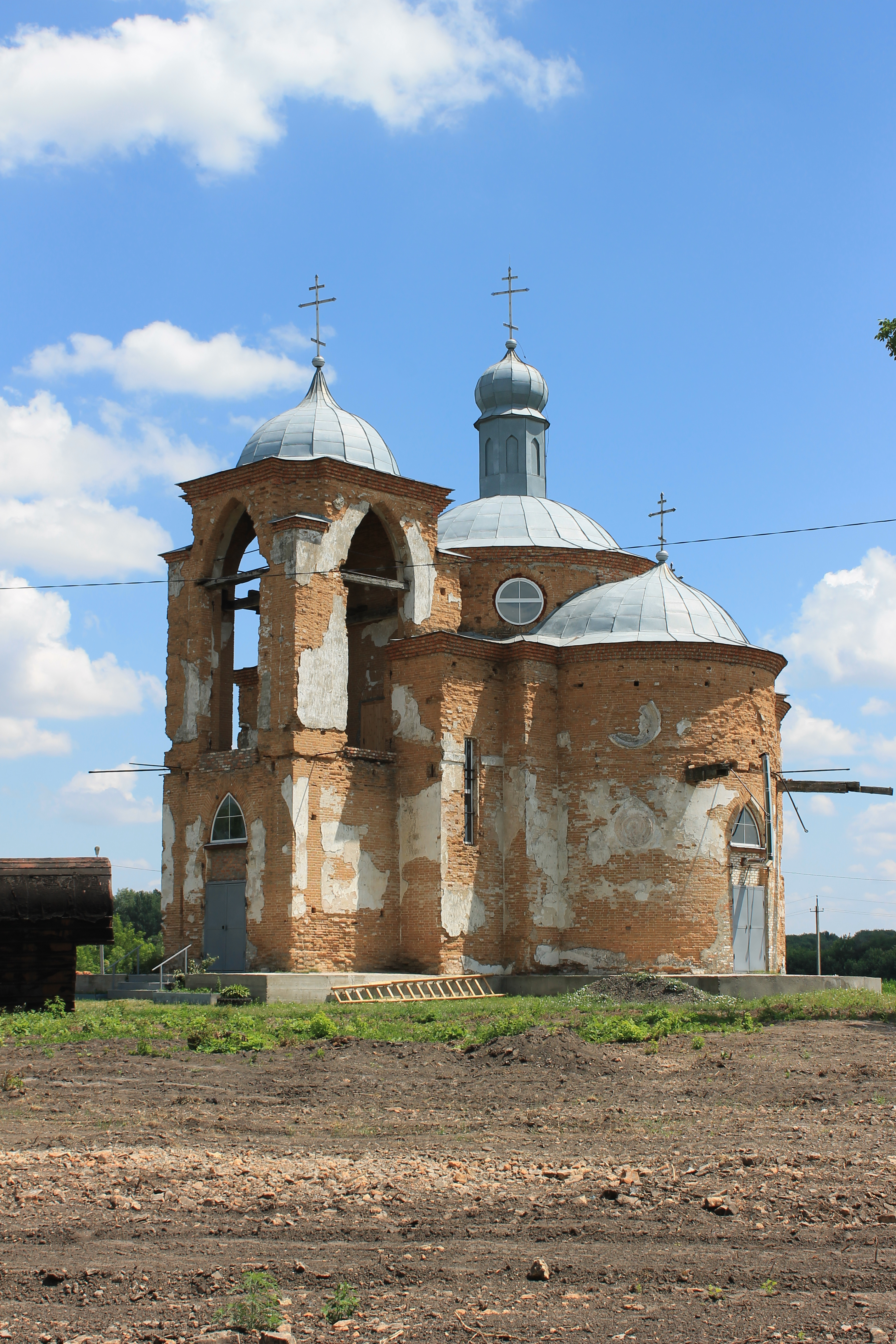
Петропавлівська церква (2013)

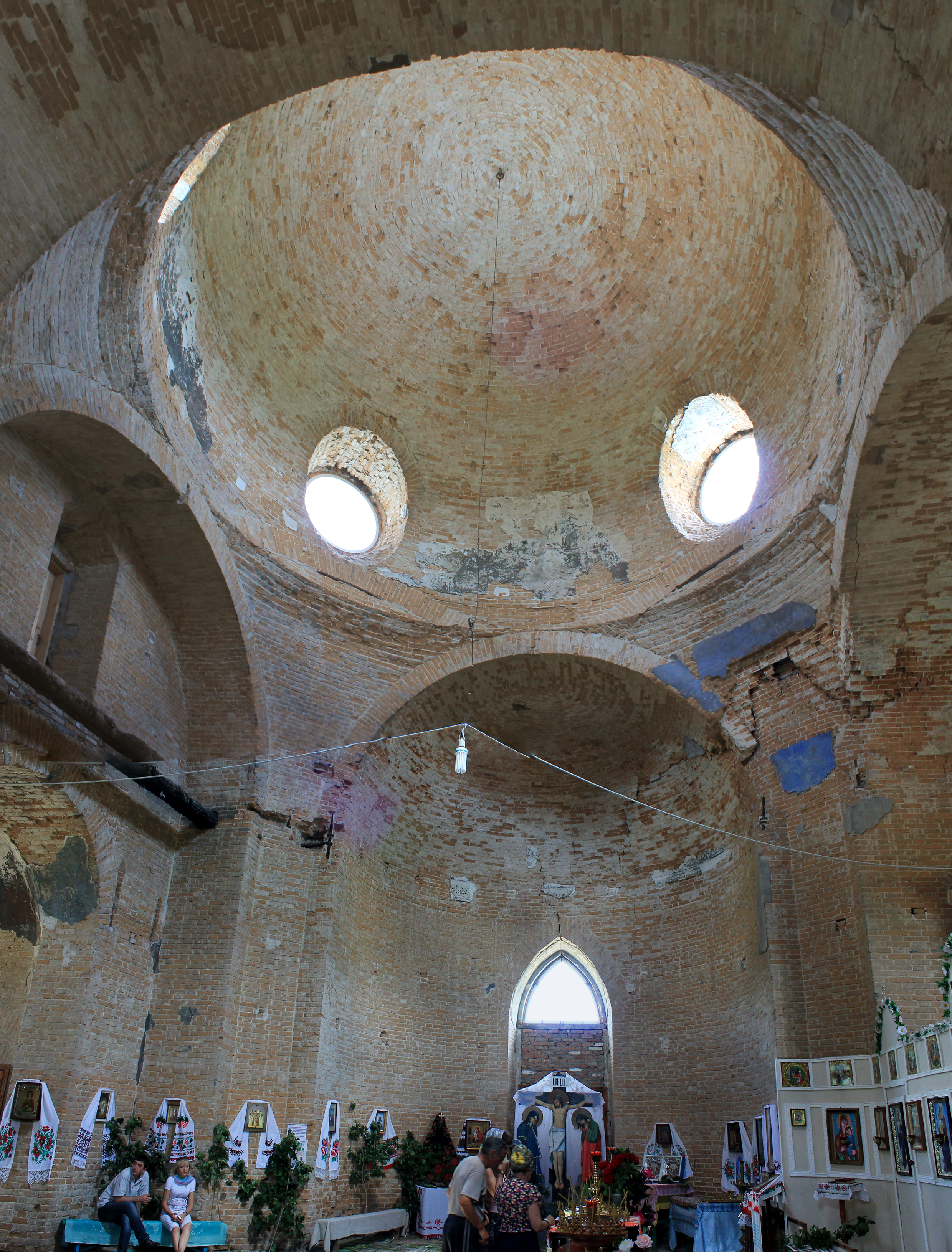
Петропавлівська церква всередині (2013)

Петропавлівська церква знаходиться у с. Мойсівка Драбівський район Черкаська область (Пирятинський повіт, Полтавська область).

## Історія
Достовірних відомостей про точну дату заснування немає. Історія с. Мойсівка починається з 2-ї пол.  XVII ст.У 1796 році Мойсівка стала родовим маєтком для поміщиків родини дійсного статського радника Петра Волховського.   Церква була збудована у 1808 р.. як дворова церква родини Волховських.  Мойсівський маєток (збудований у 1804 р.) і храм були споруджені за проектом архітектора В.П. Стасова у лютеранському стилі (власники були лютеранами). У 1852 році  святий Синод видав указ про виправлення архітектури православних храмів, які не відпровідають канонам православної церкви. 1890 року церква св. Петра і Павла була перебудована і обновлена. Маєток і храм були єдиним архітектурним ансамблем[джерело не вказане 1383 дні]
Церква побудована у готичному стилі, за основу взято принцип трьохпелюсткового центричного храму з боковими напівкруглими баштами; нині пам'ятка архітектури національного значення; діє громада УПЦ МП.
З архівних матеріалів відомо, що церква функціонувала у 1824—1867 рр. На 1863 р. петропавлівська церква обслуговувала 102 двори з населенням 722 особи.
Крім парафіян с. Мойсівка священник Петропавлівської церкви реєстрував актові записи про народження, шлюб чи смерть селян хутора Шрамківка, слободи Степанівка, сіл Погреби, Георгіївка.
Петропавлівська церква підпорядковувалася Прилуцькому духовному правлінню Полтавська єпархія.
Церква була діючою до 1960-х рр. Після її закриття приміщення почало поступово руйнуватися. У 70-і роки ХХ ст. церкву було спалено, реставрація її  розпочалася у 1994 році, але припинилася за відсутністю коштів. Зараз знаходиться у напівзруйнованому стані.
Церкву включили до програми «Золота підкова Черкащини», але так і не реставрували.
На 2020 р. у Петропавлівській церкві відновили тимчасовий іконостас, проходять служби. Поставили залізні двері. димар, облаштовують риштування, навколо церкви встановлено паркан, а спереду інформаційна табличка.

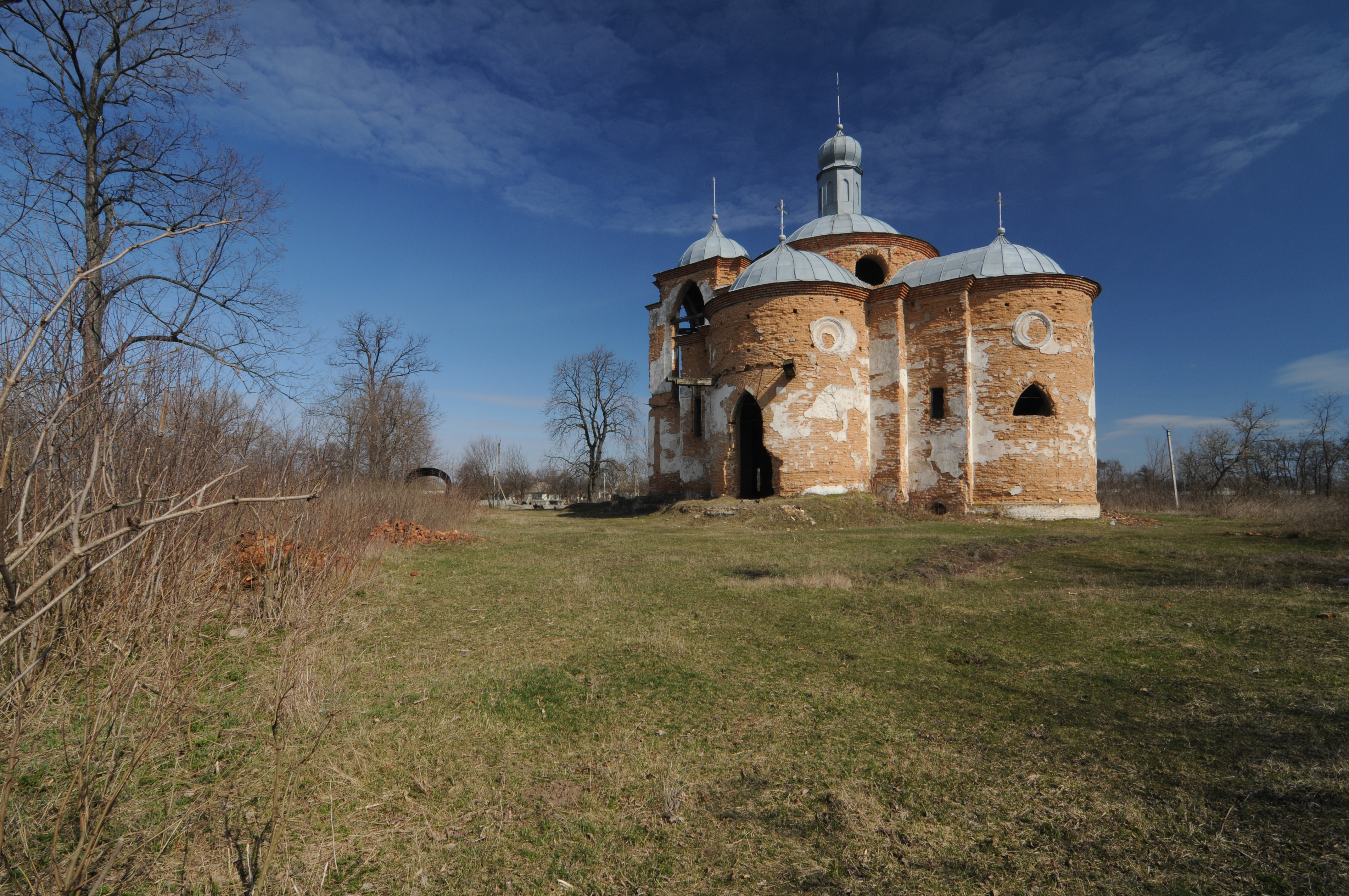
Вид на церкву (квітень 2009)
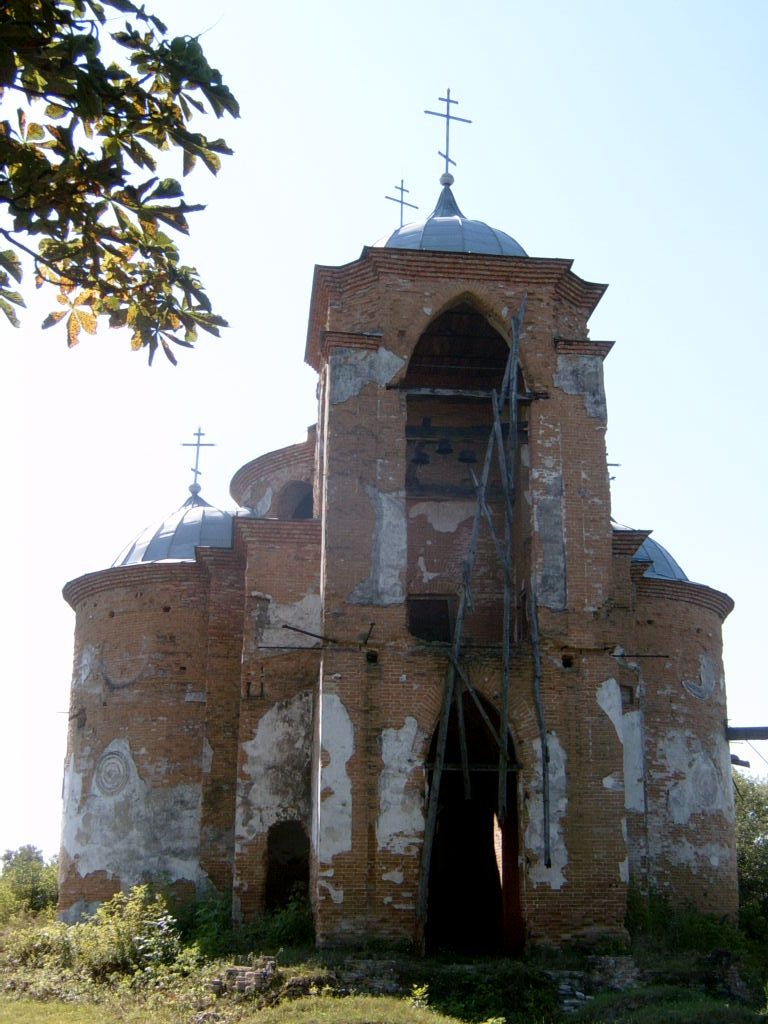
Вид на церкву (вересень 2012)
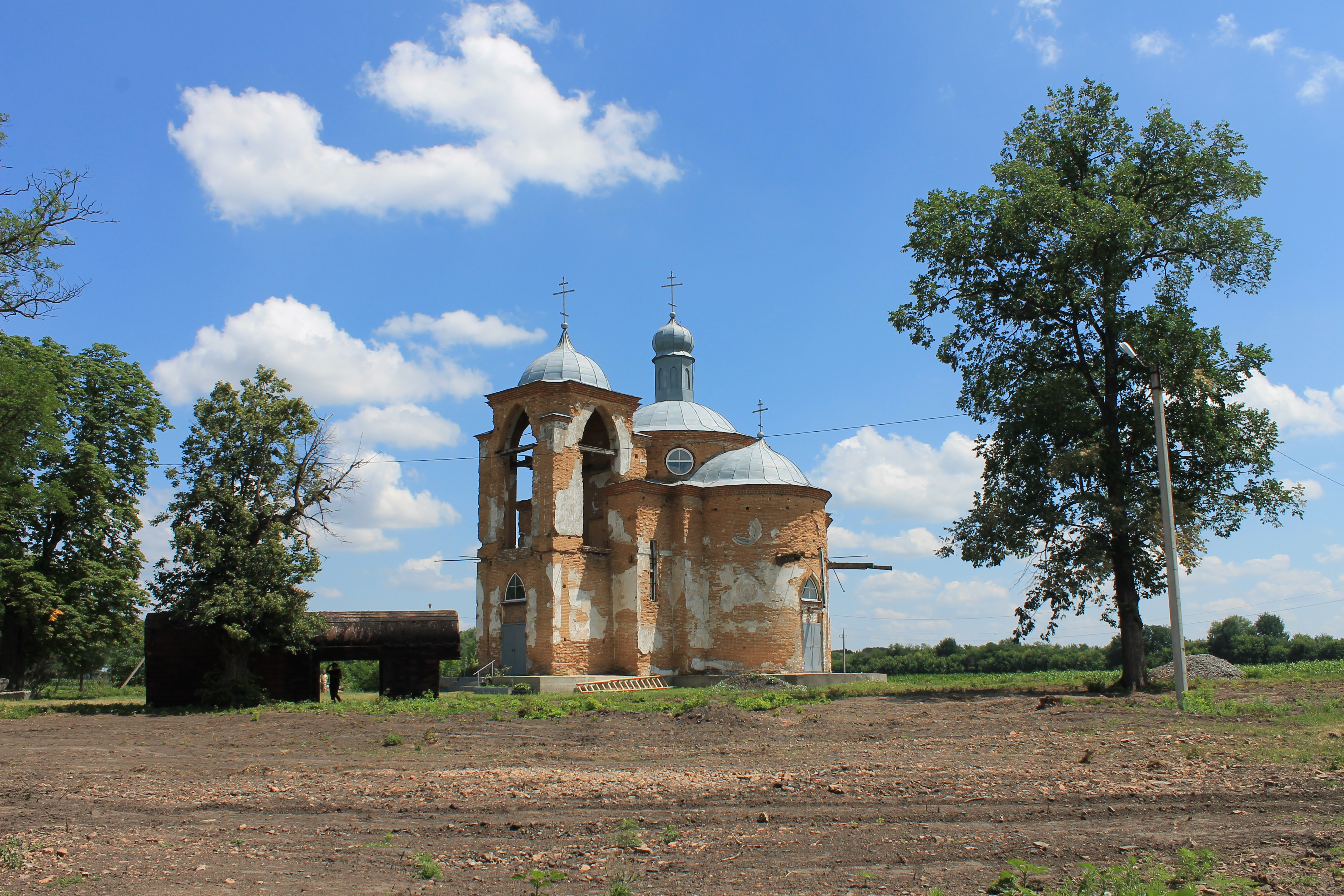
Вид на церкву (червень 2013)
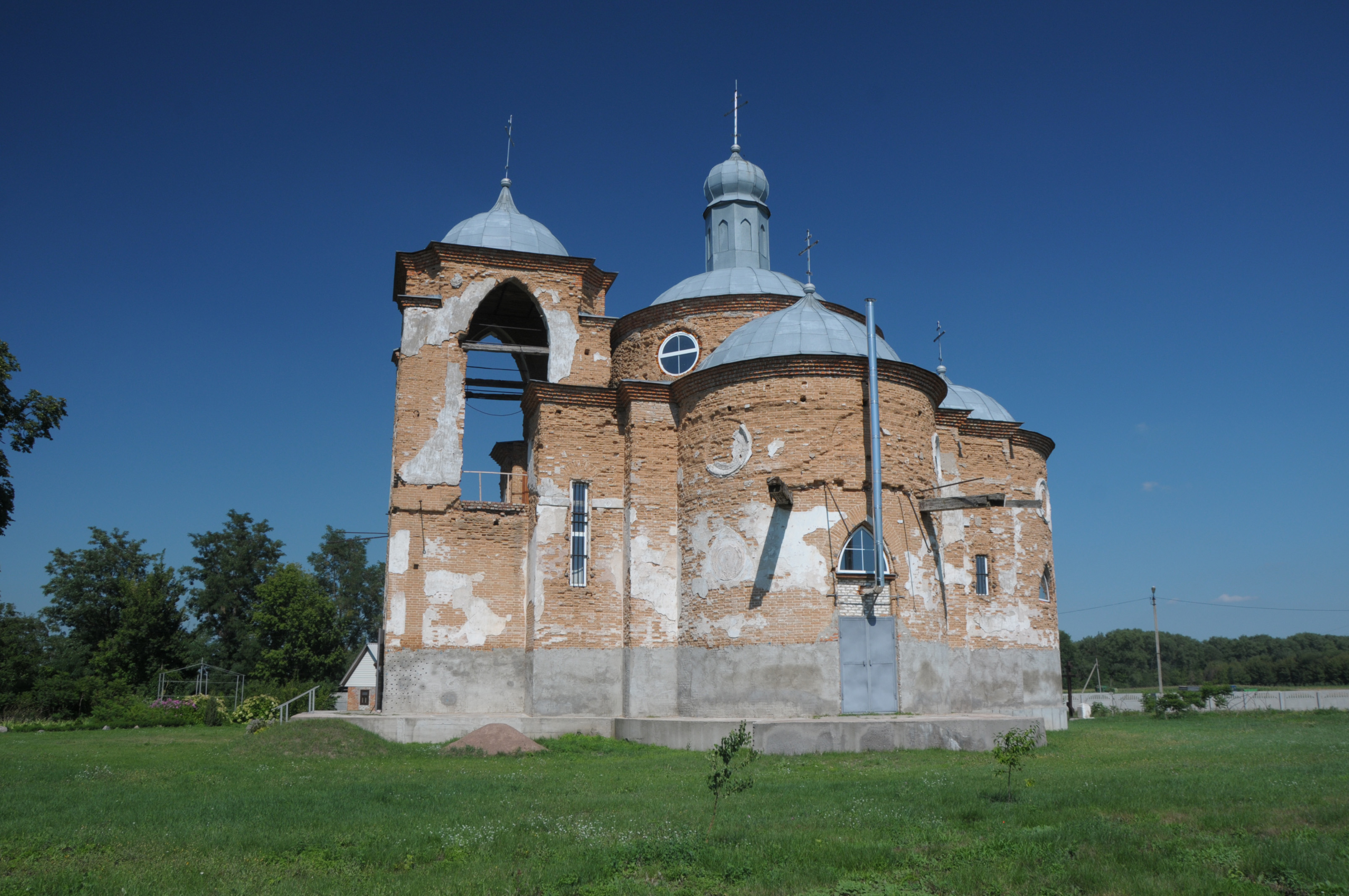
Вид на церкву (серпень 2017)